# Kanton Parentis-en-Born
Kanton Parentis-en-Born (francouzsky Canton de Parentis-en-Born) je francouzský kanton v departementu Landes v regionu Akvitánie. Tvoří ho šest obcí.

## Obce kantonu
- Biscarrosse
- Gastes
- Parentis-en-Born
- Sainte-Eulalie-en-Born
- Sanguinet
- Ychoux